# Arengo del 1906
L'arengo del 1906 fu l'iniziativa popolare che segnò la fine al regime oligarchico di San Marino radicato da secoli.

## Premesse
Tra la fine dell'Ottocento e l'inizio del Novecento, San Marino era fortemente sottosviluppato, con un'economia e una società agricola arretrata e conservatrice. Nel paese stavano iniziando a emergere istanze sociali di maggiore tutela dei ceti inferiori e di coinvolgimento della popolazione nella vita politica e sociale del paese, per opera di un'élite dei giovani più colti. Dal Seicento, la Repubblica era infatti retta dall'oligarchia dei nobili proprietari terrieri.
Le istanze riformiste vennero sostenute sia dai giovani intellettuali, che criticavano l'incapacità del Governo di gestire lo Stato in modo moderno e chiedevano l'istituzione del suffragio universale, ma anche dall'associazionismo operaio, in particolare dalla Società di Mutuo Soccorso, fondata nel 1876.
In questo periodo si forma il Partito Socialista Sammarinese, il primo partito della Repubblica, le cui prime figure di spicco furono Gino Giacomini e Pietro Franciosi. All'interno dei movimenti riformisti, vi fu a lungo una contrapposizione tra i socialisti che chiedevano riforme più radicali, come il suffragio universale e una riforma tributaria, e i riformisti moderati che non volevano stravolgere l'antica costituzione dello Stato. La divisione dell'opposizione permise all'oligarchia di mantenere il potere senza concedere riforme.

## Esiti
Nel 1902 tre consiglieri riformisti presentarono una richiesta finalizzata all'istituzione del referendum per esercitare un controllo sul Consiglio. La richiesta venne respinta, sostenendo che San Marino era già dotato dell'istituto dell'arengo. Così, nel 1903 socialisti e moderati si unirono nell'Associazione democratica sammarinese con una piattaforma programmatica caratterizzata da riforme economiche, sociali e politiche, tra cui il ripristino dell'arengo che dall'affermazione del potere oligarchico era divenuto un organo puramente simbolico.
Il Consiglio continuò a negare la convocazione dell'arengo, mentre l'associazione guadagnava consenso tra la popolazione. Nel 1905, le dimissioni di sette consiglieri riformisti e la massiccia partecipazione popolare a un'assemblea indetta per la verifica dell'opinione pubblica sul tema, spinse il Consiglio a deliberare la convocazione dell'arengo il 16 novembre 1905.
L'arengo venne convocato il 25 marzo 1906 nella Pieve e registrò la partecipazione di 805 capifamiglia. Un'ampia maggioranza deliberò per rendere elettivo il Consiglio e imprimere una svolta modernizzatrice al Paese.
In seguito a tale esito, il 10 giugno 1906 si svolsero le prime elezioni politiche moderne della Repubblica: il diritto di voto venne riconosciuto solamente ai capifamiglia e ai laureati. La consultazione vide l'affermazione delle forze democratiche e il Consiglio risultò rinnovato grazie all'immissione al suo interno di parecchi nuovi consiglieri scelti direttamente dalla popolazione.
Alle successive elezioni del 1909 si ruppe l'alleanza tra socialisti e cattolici, che prevalsero nella consultazione.
Nelle elezioni del 13 settembre 1964 le donne acquisirono il diritto al voto.

## Risultati

### Mantenere la co-optazione
| Scelta                      | Voti  | %     |
| --------------------------- | ----- | ----- |
| Per                         | 75    | 9,35  |
| Contro                      | 727   | 90,65 |
| Schede bianche e voti nulli | 3     | –     |
| Totale                      | 805   | 100   |
| Capifamiglia registrati     | 1 477 | 54,50 |
| Fonte: Direct Democracy     |       |       |

### Ripartizione dell'Arengo
| Scelta                      | Voti  | %     |
| --------------------------- | ----- | ----- |
| Per                         | 761   | 94,89 |
| Contro                      | 41    | 5,11  |
| Schede bianche e voti nulli | 3     | –     |
| Totale                      | 805   | 100   |
| Capifamiglia registrati     | 1 477 | 54,50 |
| Fonte: Direct Democracy     |       |       |